# USS Roncador (SS-301)
USS Roncador (SS/AGSS/IXSS-301) là một  tàu ngầm lớp Balao từng phục vụ cùng Hải quân Hoa Kỳ sau Chiến tranh Thế giới thứ hai. Nó là chiếc tàu chiến duy nhất của Hải quân Hoa Kỳ được đặt cái tên này, theo tên một loài trong họ Cá lù đù. Hoàn tất quá trễ để có thể tham gia phục vụ trong Thế Chiến II, nó được cho ngừng hoạt động vào năm 1946, rồi đến năm 1960 bắt đầu phục vụ ngoài biên chế như một tàu huấn luyện. Nó được xếp lại lớp như một tàu ngầm phụ trợ AGSS-301 vào năm 1962, rồi như một tàu ngầm đa dụng không phân loại IXSS-301 vào năm 1971, trước khi bị bán để tháo dỡ vào năm 1973.

## Thiết kế và chế tạo
Thiết kế của lớp Balao được cải tiến dựa trên  tàu ngầm lớp Gato dẫn trước, là một kiểu tàu ngầm hạm đội có tốc độ trên mặt nước cao, tầm hoạt động xa và vũ khí mạnh để tháp tùng hạm đội chiến trận. Khác biệt chính so với lớp Gato là ở cấu trúc lườn chịu áp lực bên trong dày hơn, và sử dụng thép có độ đàn hồi cao (HTS: High-Tensile Steel), cho phép lặn sâu hơn đến 400 ft (120 m). Con tàu dài 311 ft 9 in (95,02 m) và có trọng lượng choán nước 1.526 tấn Anh (1.550 t) khi nổi và 2.424 tấn Anh (2.463 t) khi lặn. Chúng trang bị động cơ diesel dẫn động máy phát điện để cung cấp điện năng cho bốn động cơ điện, đạt được công suất 5.400 shp (4.000 kW) khi nổi và 2.740 shp (2.040 kW) khi lặn, cho phép đạt tốc độ tối đa 20,25 hải lý trên giờ (37,50 km/h) và 8,75 hải lý trên giờ (16,21 km/h) tương ứng. Tầm xa hoạt động là 11.000 hải lý (20.000 km) khi đi trên mặt nước ở tốc độ 10 hải lý trên giờ (19 km/h) và có thể hoạt động kéo dài đến 75 ngày.
Tương tự như lớp Gato dẫn trước, lớp Balao được trang bị mười ống phóng ngư lôi 21 in (530 mm), gồm sáu ống trước mũi và bốn ống phía phía đuôi tàu, chúng mang theo tối đa 24 quả ngư lôi. Vũ khí trên boong tàu gồm một hải pháo 4 inch/50 caliber, một khẩu pháo phòng không Bofors 40 mm nòng đơn và một khẩu đội Oerlikon 20 mm nòng đôi, kèm theo hai súng máy .50 caliber. Trên tháp chỉ huy, ngoài hai kính tiềm vọng, nó còn trang bị ăn-ten radar SD phòng không và SJ dò tìm mặt biển. Tiện nghi cho thủy thủ đoàn bao gồm điều hòa không khí, thực phẩm trữ lạnh, máy lọc nước, máy giặt và giường ngủ cho hầu hết mọi người, giúp họ chịu đựng cái nóng nhiệt đới tại Thái Bình Dương cùng những chuyến tuần tra kéo dài đến hai tháng rưỡi.
Roncador được đặt lườn tại xưởng tàu của hãng Cramp Shipbuilding Co. ở Philadelphia, Pennsylvania vào ngày 21 tháng 4, 1943. Nó được hạ thủy vào ngày 14 tháng 5, 1944, được đỡ đầu bởi bà Thomas B. Klakring, và được cho nhập biên chế cùng Hải quân Hoa Kỳ vào ngày 27 tháng 3, 1945 dưới quyền chỉ huy của Hạm trưởng, Thiếu tá Hải quân Earl Russell Crawford.

## Lịch sử hoạt động
Sau khi hoàn tất việc chạy thử máy huấn luyện tại các vùng biển ngoài khơi New London, Connecticut và Newport, Rhode Island vào cuối tháng 5, 1945, Roncador đi đến Port Everglades, Florida vào ngày 26 tháng 5. Trong suốt hai tháng tiếp theo nó hỗ trợ cho việc phát triển chiến thuật chống tàu ngầm. Nó lên đường vào ngày 29 tháng 7 để đi sang vùng kênh đào Panama, và con tàu vẫn đang tiến hành huấn luyện nâng cao tại vùng kênh đào khi Nhật Bản chấp nhận đầu hàng vào ngày 15 tháng 8, giúp chấm dứt vĩnh viễn cuộc xung đột. Đến cuối tháng 8, nó đi đến vịnh Guantánamo, Cuba, rồi sang giữa tháng 9 đã băng qua kênh đào để tiến sang khu vực Thái Bình Dương, đi đến Trân Châu Cảng vào ngày 3 tháng 10. Nó ở lại khu vực quần đảo Hawaii cho đến đầu năm 1946, rồi lên đường vào ngày 3 tháng 1 để quay trở về San Francisco, California, nơi nó được đại tu để chuẩn bị ngừng hoạt động.

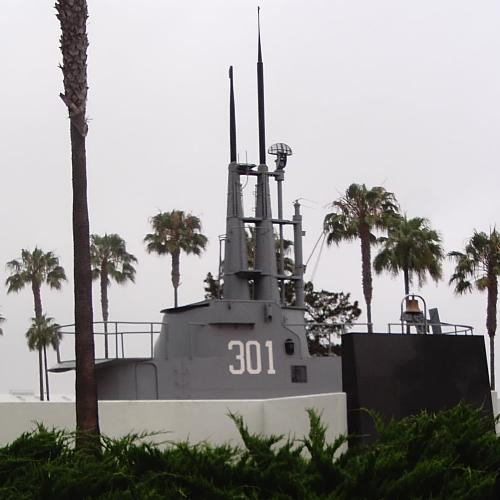
Tháp chỉ huy của Roncador tại Đài tưởng niệm Tàu ngầm ở Căn cứ Hải quân Point Loma, San Diego, California.

Roncador được cho xuất biên chế vào ngày 1 tháng 6, 1946, và được đưa về Hạm đội Dự bị Thái Bình Dương. Đến tháng 2, 1960, nó hoạt động như tàu phục vụ ngoài biên chế trong vai trò tàu huấn luyện cho nhân sự thuộc Hải quân Dự bị Hoa Kỳ trực thuộc Quân khu Hải quân 11. Được xếp lại lớp như một "tàu ngầm phụ trợ" với ký hiệu lườn AGSS-301 vào ngày 1 tháng 12, 1962, và tiếp tục vai trò huấn luyện dự bị tại Long Beach, Los Angeles cho đến ngày 1 tháng 12, 1971, khi được cho rút tên khỏi danh sách Đăng bạ Hải quân  và xếp lại lớp như một "tàu ngầm tiện ích không phân loại" với ký hiệu lườn IXSS-301.
Một kế hoạch nhằm bảo tồn Roncador như một tàu bảo tàng tại Ports O' Call Village ở San Pedro, California đã không thể thực hiện. Thay vào đó nó bị bán để tháo dỡ vào ngày 2 tháng 1, 1973, và tạm thời được trưng bày tại King Harbor ở Redondo Beach, California vào khoảng tháng 2, 1976. Nó bị bán lại cho Nicolai Joffe tại Beverly Hills, California vào tháng 9, 1976. Khi tháo dỡ, tháp chỉ huy của chiếc tàu ngầm được giữ lại và trưng bày tại Bảo tàng Quốc gia Hải quân Hoa Kỳ tại Xưởng hải quân Washington, Washington, D.C. trong nhiều năm trước khi được chuyển đến Căn cứ Hải quân Point Loma, San Diego, California, và là tâm điểm của Đài tưởng niệm Tàu ngầm ở Ballast Point.

## Phần thưởng
Nguồn: Navsource Naval History
|  |  |

| Huân chương Chiến dịch Hoa Kỳ | Huân chương Chiến thắng Thế Chiến II |